# طاعون قبرص
طاعون قبرص هو جائحة أصابت الإمبراطورية الرومانية في الفترة من 249 إلى 262.  يُعتقد أن الطاعون تسبب في نقص كبير في القوى العاملة لإنتاج الغذاء والجيش الروماني، مما أدى إلى إضعاف الإمبراطورية بشدة خلال أزمة القرن الثالث. تذكر المصادر أحداثًا متضاربة حول هذا الطاعون، ومن أشهر المصادر ما جاء في كتابات قبريانوس القرطاجي أسقف قرطاج الذي شهد ووصف الطاعون.